# Акрилонитрил
Акрилонитри́л (циа́нистый вини́л, винилоциани́д, проп-2-енонитри́л), CH2=CH-C≡N — нитрил акриловой кислоты.
Применяется при производстве некоторых видов синтетического каучука. Путём полимеризации акрилонитрила в полиакрилонитрил и последующего прядения получают синтетические волокна, например нитрон, или модакриловые волокна.

## Основные свойства
Бесцветная жидкость с характерным запахом миндаля или вишнёвых косточек, растворима в воде, т. кип. 77 °C. Пары тяжелее воздуха. Относится к категории СДЯВ (сильнодействующих ядовитых веществ). Вещество, способное вызывать аллергические заболевания в производственных условиях. ПДК в воздухе рабочей зоны: ПДК м.р.= 1,5 мг/м³, ПДК с.с.= 0,5 мг/м³. Канцерогенное вещество.

## Получение
Акрилонитрил впервые был получен в 1893 году дегидратацией оксидом фосфора этиленциангидрина:
{\displaystyle {\mathsf {HOCH_{2}CH_{2}CN\rightarrow CH_{2}{\text{=}}CH{\text{-}}CN}}}
Первым промышленным методом его получения было взаимодействие окиси этилена с синильной кислотой:
{\displaystyle {\mathsf {C_{2}H_{4}O+HCN\rightarrow HOCH_{2}CH_{2}CN\rightarrow CH_{2}{\text{=}}CH{\text{-}}CN+H_{2}O}}}
Промышленное использование началось в 1930 году, когда был получен стойкий к химическим воздействиям каучук.
В 40-х годах прошлого века заменили окись этилена на ацетилен:
{\displaystyle {\mathsf {HC\equiv CH+HCN\rightarrow CH_{2}{\text{=}}CH{\text{-}}CN}}}
Начиная с 60-х годов альтернативу вышеуказанному способу составил так называемый Sohio-процесс — каталитический окислительный аммонолиз пропилена, (катализатор фосфомолибдат висмута):
{\displaystyle {\mathsf {CH_{2}{\text{=}}CH{\text{-}}CH_{3}+NH_{3}+1,5O_{2}\rightarrow CH_{2}{\text{=}}CH{\text{-}}CN+3H_{2}O}}}

## Опасность
Температура вспышки — 0 °С; Температура самовоспламенения — 370 °С; Пределы воспламенения смеси АН с воздухом: нижний — 3,05 % (по объёму), верхний — 17,5 % (по объёму). Категория и группа взрывоопасной смеси — 11В-Т2. Легко воспламеняется от искр и пламени, разлитая жидкость выделяет воспламеняющиеся пары, образующие с воздухом взрывоопасные смеси. Ёмкости могут взрываться при нагревании. В неполных ёмкостях образуются взрывоопасные смеси, существует также опасность взрыва паров на воздухе и в помещении. При горении образуются ядовитые газы.
Акрилонитрил по степени воздействия на организм человека относится ко 2-му классу опасности (вещества высокоопасного класса). АН необратимо связывается с белками, РНК и ДНК различных тканей. Опасен при вдыхании, ядовит при приёме внутрь — вплоть до летального исхода. Пары вызывают раздражение слизистых оболочек и кожи. Действует через неповреждённую кожу.
Симптомы отравления: головная боль, головокружение, слабость, тошнота, рвота, одышка, потливость, сердцебиение, понижение температуры тела, ослабление пульса, судороги, потеря сознания, покраснение и жжение кожи. Антидоты — амилнитрит, тиосульфат натрия, хромосмон, дикобальтэтилендиаминтетраацетат, оксокобаламин, образующий с цианидами нетоксичный комплекс.
При среднесменной ПДКрз 0,5 мг/м3 и максимально разовой 1,5 мг/м3, порог восприятия запаха может достигать 47 мг/м3
. Соответственно, замена противогазных фильтров у СИЗОД по ощущению появления запаха в маске (как это советуют поставщики респираторов) приведёт к тому, что хотя бы часть работников будет менять фильтры запоздало. Необходимо использовать современные безопасные способы.
Ототоксичен (может ухудшать слух).